# 田村正和
田村 正和（たむら まさかず、1943年〈昭和18年〉8月1日 - 2021年〈令和3年〉4月3日）は、日本の俳優。京都府京都市右京区太秦生まれ。東京都世田谷区育ち。成城大学経済学部卒業。最終所属は自身の個人事務所である新和事務所。
阪東妻三郎の三男で、長兄の田村高廣、弟の田村亮と共に、「田村三兄弟」と呼ばれるが、実際には次兄の田村俊磨を含め4兄弟である。異母弟に俳優の水上保広。家族は妻（一般人女性）と娘。

## 生涯

### 幼少期
父・阪東妻三郎が建てた阪妻プロダクションの跡地に建つ東映京都撮影所近くの京都太秦に生まれる。その後同じ京都の嵯峨野に移住した。小学4年生（9歳）の時に父・阪東妻三郎を亡くすが、翌年小学5年生の時に世田谷・成城へ移住。田村は幼い頃、なんとなく父親のしている仕事をしたいと思っており、それを知った父・阪東妻三郎が大変喜んだと語っている。また「僕にあとを継がせたかったんでしょうね、丹下左膳の扮装などを教えてくれました」とも話していた。父とは普通の親子のように手を繋いで町を歩いたり、散歩したり、映画を見に行くこともない関係であったが、丹後の宮津の定宿に毎年夏に行った時だけは一緒に遊んだり、海で泳いだりしたことがとても嬉しかったと語り、演技の影響は特に受けていないが、母から聞いた父の役者としての生き方や姿勢は影響を受けたかもしれないとも語っている。成城学園中学校・高等学校に進学、中高時代にはバスケットボール部に所属していた。

### 役者の道へ - 松竹時代
1960年、兄・高廣主演の映画『旗本愚連隊』の撮影現場を見学に行った際に勧められて、同映画の端役として出演する。1961年に松竹大船と専属契約し、成城学園高校在学中の9月に映画『永遠の人』で正式なデビューをした。1965年『この声なき叫び』で初の単独主演、また同年には阪東妻三郎十三回忌としてNHKで製作された『破れ太鼓』で4兄弟が初共演を果たす、以降1966年に大学を卒業するまで学業と並行して映画、テレビドラマに出演した。この間1963年『花の生涯』からは5年連続でNHKの大河ドラマに出演した。
松竹と専属契約を結んでいた頃、作品を選んで出演を決めたい、台本が出来ないうちに出演を強制されたくないと、年間10本の映画出演の打診を受けたが、そのうち5本を断った。また半ば強制される形で『侠勇の花道 ドス』に出演したことを後悔したという。

### 松竹退社 ～ TV時代劇を中心に活躍
1966年には自身が主演する映画『空いっぱいの涙』の主題歌を歌いレコードデビュー、また松竹が田村を大々的に売り出す戦略から、映画『雨の中の二人』にモッズファッションに身を包み主演、大きな話題となったが、同年にはフリーとなるも脇役ばかりが続く。この年の『新吾十番勝負』でテレビ時代劇初主演を果たした。
1968年のホラー時代劇『怪談残酷物語』で時代劇映画初主演を果たす。1969年には『眠狂四郎 卍斬り』に出演、後に眠狂四郎を演じることになるが、この時は狂四郎の命を狙う敵役で出演した。
1970年の『おんな牢秘図』で、一般的な時代劇での初主演を果たした。また9月には以前から交際していた一般人女性と結婚した。映画では田村の個性を活かす様な作品に恵まれずにいたが、同年出演したテレビドラマ『冬の旅』で改めて存在を認識され、人気に火が付いた。以降繊細な二枚目役を中心にテレビドラマでの活躍が目立つようになる。
1972年『新・平家物語』では崇徳天皇を演じたがこれ以降大河ドラマには出演していない。同年テレビ時代劇『眠狂四郎』で茶の間の人気を得た。田村はこの作品に臨むにあたり、「田村正和の代名詞になる程の作品がこれまでに無い気がするので、代表作にしたい」と、撮影のしばらく前から東京の自宅を引き払い、京都に拠点を移すほど意気込んでいたという。『眠狂四郎』、1977年NHK時代劇『鳴門秘帖』では新たな人気を獲得してファン層を広げ、代表作の一つとなり（以降NHKのドラマへの出演はない。）、この作品以外にも、1979年『赤穂浪士』など、陰影の濃い哀愁ムードの風貌は女性ファンを引き付け、「憂愁の貴公子」と呼ばれることもあった。
1978年のテレビ時代劇『若さま侍捕物帳』に出演した際には、これまでと違う役どころに悩んだが（この作品から約4年前に放送された1974年の『度胸時代』でも同様な江戸っ子の役を演じた。）、以降は軽やかで明るい役柄にも挑戦、これまでのイメージとは異なる作品にも出演するようになった。同年の舞台、『東宝二月特別公演　阪妻を偲ぶ』では父妻三郎の代表作である『雄呂血』に出演、久利富平三郎を演じた。
1979年映画『日本の黒幕』（東映）に出演、以降1993年まで映画には出演せず、テレビと舞台のみに出演した。1967年の『無理心中 日本の夏』、1970年の『おんな極悪帖』、1973年の『女囚さそり 701号怨み節』などでは独自の存在感を出したが、田村自身、「僕は実は映画出身。で、映画で失敗してるわけ」などと述べている。伊藤彰彦は「不遇だった映画に早々に見切りをつけ、テレビに軸足を移したことが田村にとって幸いした」と評している。

### 1980年代 ホームドラマでのブレイク
1983年スペシャル時代劇版『乾いて候』が好評であったため、1984年連続版『乾いて候』が製作され、田村三兄弟が映像作品としては1972年のTV『眠狂四郎』で共演して以来約12年振りに共演して話題となった。また同年『うちの子にかぎって…』に出演し、それまでのイメージを完全に覆す三枚目の役は、田村にとってターニングポイントとなった。ちょっと頼りない優柔不断で生徒に振り回される小学校の先生役が見事にはまり大ヒット。続けて『子供が見てるでしょ!』『パパはニュースキャスター』『パパは年中苦労する』など数々のコメディドラマに父親役で主演した以降はトレンディドラマやホームコメディに多く出演し成功をおさめている。
1988年には田村が気に入っているという『ニューヨーク恋物語』に出演、概して同じ役を長く演じるのを嫌った田村としては珍しく、田村の願いで、2005年にはスペシャル版が製作され、田島雅之を再び演じた。1989年『眠狂四郎　恋しぐれ円月殺法!将軍家、若君乱心の謎を斬る!』で映像作品では約16年振りに眠狂四郎を演じた。

### 1990年代
恋愛ものでは元来のキャラクターである二枚目でダンディな男性を演じ続けた一方、1991年の『パパとなっちゃん』の愛する娘に振り回される父親役など幅広い役柄で主演、日曜劇場で連続ドラマになってからは1993年に放送された『カミさんの悪口』に出演して以降、2021年5月までの時点で歴代最多の8作品で主演を務めるなど、テレビドラマ界での主演スターとしての地位を築いた。
1990年には年末時代劇スペシャル『勝海舟』に主演するも、急病のため前半部と終盤のみの出演となり、代役は弟・亮となった。
1993年、映画『子連れ狼 その小さき手に』に小池一夫からの指名を受けて出演、1979年の『日本の黒幕』以来のスクリーン復帰を果たし、アクションよりも、親子愛にテーマを置いた拝一刀を演じた。完成披露試写会には田村がファンである長嶋茂雄も訪れ、会話を交わした。また同映画の写真を使用した自身初の写真集が発売された。
1994年から放送の刑事ドラマ『古畑任三郎』役では「和製『刑事コロンボ』」と言われる新境地を開き、10年以上にわたって演じる当たり役となった 。それまで刑事役は断っていたが、『古畑任三郎』は「普通ではない」刑事が出るドラマで、脚本を面白いと感じたため引き受けた。古畑任三郎役で、ザテレビジョン主催のテレビアカデミー賞第1回主演男優賞を受賞したが、辞退した。その後、『古畑任三郎』第2シーズンと『さよなら、小津先生』の小津南兵役でも同賞を受賞した。

### 2000年代
2005年には新橋演舞場で『新・乾いて候 そなたもおなじ野の花か』に出演したが、自分に厳しい田村は、自身が満足のいく出来栄えのものを観客に見せられなくなったとして、以降は舞台に出演することはなかった。2006年、『古畑任三郎ファイナル』シリーズが放送され、自身が主演する古畑任三郎は最後となった（2008年の『古畑中学生 -古畑任三郎、生涯最初の事件』には特別出演している)。
2007年、映画の撮影に時間が掛かること、完成後には舞台挨拶に赴かなくてはならないことを嫌い、映画への出演を極力避けていたが、中山プロデューサーから3年越しのラブコールを受け、またニューヨーク恋物語の製作陣が揃うということもあり、映画『ラストラブ』に出演、14年ぶりの映画出演となった。また同年はスペシャルドラマ『忠臣蔵 音無しの剣』で1998年のスペシャル版『眠狂四郎』以来約10年振りの時代劇出演を果たした。
2009年『そうか、もう君はいないのか』で第49回モンテカルロ・テレビ祭 最優秀男優賞を受賞、「信じられません。私が参加いたしましたこの作品が東京を遠く離れたモンテカルロの地で皆様方のご高覧を拝しただけでも大変光栄なことでございますのに、このような賞を頂けるなんて･･･。実は私事ではありますが、この数年俳優業の難解さと私自身の能力の間で大変悩んでおりました。したがってこのような賞をいただけることが私には全く信じられないことなのです。この度のこの栄えある賞が私のそう長くはない俳優人生においておおいなるエネルギーになってくれることを祈っている次第です」と受賞の喜びを語った。

### 2010年代
2010年、これまでも赤穂事件を題材とした作品には何度も出演したが、『忠臣蔵〜その男、大石内蔵助』で父妻三郎も演じたことのある大石内蔵助役を初めて演じた。この頃から仕事を絞っていくようになり、主演ドラマは年に数回あるいは1度程度、またそのほとんどが単発作品となっていた。連続テレビドラマ出演としては2011年に放送された『告発〜国選弁護人』が最後となった。
単発作品では、2008年の『鹿鳴館』以後、テレビ朝日に移籍していた藤田明二演出作に多く主演、また、翌09年の『疑惑』から16年まで、松本清張作品に藤田演出で5作主演するなど、晩年の現代劇作品では清張作品を活動の柱として活躍を見せた。
2018年、父親が作った阪妻プロの跡地に建つ東映京都撮影所で撮影された『眠狂四郎 The Final』に出演。同撮影所には大物俳優もたくさん訪れるが、阪妻の「子息」が来所するとなると、所内の空気がピリピリしたものに一変したという。田村は「狂四郎というのは自分の出生に大変なコンプレックスを持っている男なんですけど、今回少しだけ明るい光が入ってくるような部分もあります」と述べ、円月殺法のシーンだけで3日をかけて撮影され、「『眠狂四郎』は大事な作品です」とも語った。しかし放送前に試写を見た田村は、これではダメだと痛感しオンエアを見る気にもならなかったと2018年4月発売の写真週刊誌『FRIDAY』の取材に語っている。これが俳優業からの引退を示唆するかの様なコメントだったことから、一部のマスコミで引退宣言などと報道された。一方田村とは旧知の仲である八木康夫が、伴一彦らとの対談で田村について「確かにやり切ったとは感じている様だが、報道の内容は正確なものではなく、田村自身は一言も引退とは言っていない、また今後絶対に何かに出演しないと言っている訳でも無い。今の田村と何か新しい作品をやりたい。」と話していたが、当作品が生前最後の出演となった。

### 最期
2021年2月に風邪をこじらせて検査入院。その後、周囲にはリハビリを行っていると伝えられていたが、同年4月3日午後4時20分、心不全のため、東京都港区の病院で死去、享年79、満77歳没。その死は関係者にも伏せられ、5月18日に訃報が広く報じられたが、マネージャーですらその1週間前まで田村の死を知らされていなかった。戒名は深達院和光日正大居士。訃報は台湾や中国でも大きく報道された。
田村亮は「訃報を聞いて一時的に起きたことが理解できずにいた、兄は幸せな人生を送ったのではないか。」などと追悼のコメントを出した。また後に「俳優を引退する気はなかったが、体調がすぐれなかったため、結果的に俳優として新たに何かに出演することは出来なかった(出演しなかった。)様だ。」と語った。一般人である兄の俊麿は、半年位前に話した時には元気であり、話振りからまだ役者をやるのだろうと感じた、「最後の瞬間も正和らしい、弟として見事な人生であった。」と述べた。また加藤勝信内閣官房長官（当時）も哀悼のコメントを出した。
先に亡くなった兄の高廣は「うちの家系は、私を含めてみんな、ちょっと心臓が弱いんです。」と生前語っていた。

## 人物

### 父、兄弟、長女
兄弟の中で最も父親と性格が似ていて、字も似ているという。インタビューなどで父について語る時には阪妻さんとの名称を使っていて、名優と言われる父親を持つことに負担を感じることはなく、自分は自分で父は父であり、息子だからと意識はしていないと答えた。
- 2003年1月14日にNHKで放送された、阪東妻三郎没後50年を偲ぶ番組『駆けよ!バンツマ』では、一般人の次男・登司麿も含めた田村4兄弟が勢ぞろいし、父の思い出について対談する映像が見られた[80]。京都で撮影の際には、父阪東妻三郎と兄高廣の眠る墓を訪ねる[81]。
- 弟・亮は高廣と正和は慎重で少し神経質なところが似ていると分析[39]。普段からあまり連絡を取り合うことはなく[82]、また正和について「まじめ過ぎる、テレビではプライベートな部分は見せない」とし、兄弟で会っても仕事の話をすることはまず無いと明かしている[83]。最後に直接話をしたのは亡くなる3年程前であったという[84]。
- 長女は宮田慶三郎孫・宮田順次の妻。

### 役者観 / 仕事に対する姿勢
- 俳優は白いキャンバスの様であるべきで、特にプライベートなことを知られることはそこに余計な色を付けてしまうことになる[75]、また夢を売る仕事であり、どんな人間かを知られ過ぎると俳優としてマイナスになる、夢を見る余地を残すのがファンや番組を見る人たちへのサービスであると語っていた[85]。
- 1992年当時「最近の芸能界は俳優、タレント、お笑いなどの境界が曖昧だが、俳優はタレントとは他の方法で仕事をするので、俳優には俳優の訓練が必要だ」と自身の写真集のインタビューで語っている、また自身が志していた芸能界と今の芸能界は大きく異なっていて「せっかく俳優という職業にいるのに、俳優以外の色を付けてしまうのは役を演じる上で損であり、自分はそういうやり方が絶対嫌だ」と語っている[9]。
- 自らをテレビに育てられた、テレビ俳優だと語っている[86]。また待ち時間が多い映画の現場よりも、テレビドラマの現場の方が向いていると思うと語っている[8]。
- 有名劇団で鍛えられてきた俳優達に囲まれて自分の力のなさに気づき、劇団で修行することを考えて千田是也や宇野重吉らに会い、劇団を見学した。しかし、こういう場所は自分の居るところではないと思い、別の所に稽古場を借りて先生に来てもらいいろいろと勉強をした[9]。
- ほとんどNGを出さない話は有名であるが、その理由は「同じセリフは2度言いたくない」からというもの[8]。
  - 田村正和の没後、弟・田村亮は「NGを出さないとか台詞は完璧に入っているというのは、役者として当然のこと」と述べつつ、「演技においては完璧主義というのは事実です」とインタビューで語っている[87]。
- 「田村チェア」と呼ばれる、自前のデッキチェアを常にロケ現場に持参すると言われ[88]現場では本番直前まで一人で椅子に座って考えをめぐらすことも多く、撮影の合間に共演者とワァワァ楽しく話したりすることは基本的になかった[9]。
- 田村は「自らこういう役がやりたいと要望するのではなく、スタッフにこういう役をやらせたいと言われる役者でいたい」と述べていた[8]。
- 自らビジネスマンのように毎日決められた場所や時刻にいく仕事よりも、俳優のような自由な仕事の方が自分にはあうと分析していた[85]。
- 撮影した映像が現場ですぐにチェック出来るシステムになってからは、1シーンごとに自ら映像をチェック、またよりよい作品にするため後半の俳優生活では撮影時間を朝の8時から夜の22時までの厳守としていた[24]。
- 1979年の『赤穂浪士』撮影時には、京都の撮影で3日間、東京で行われるドラマの撮影に4日間と、数か月間無休で働き続け、余りのハードなスケジュールに「雨で撮影が中止になれば休める、雨が降らないかなー。」と仕事熱心な田村としては珍しくぼやく場面があった[89]。その後はじっくり一つの役に取り組みたい[28]、として、出来るだけ掛け持ちでの出演を避けていた[28]（1990年には『ニューヨーク恋物語II 男と女と』および、年末時代劇『勝海舟』を掛け持ちしたことがあった）[90]。
- 自分をテレビ俳優であると考えながらも舞台に出演する理由については、「ある種の修行であり、逃げ出したくなる様な気持ちもあるが、生身の自分の姿を観客の人たちに見てもらうことで俳優として少しでも成長出来るのではないか。」と考えているからからだ答えていた[91]。

### 時代劇
- 時代劇では、月代（さかやき）のある中剃りのカツラを着けることは稀で、ほとんどの作品で総髪のカツラのみを着ける。若い頃の出演作品では中剃りのカツラ姿も見られる。『子連れ狼 その小さき手に』で拝一刀を演じた際には、『ニューヨーク恋物語』の時のような髪型にしたいと、ヘアーエクステンションを着けた[9]。『忠臣蔵〜その男、大石内蔵助』で大石内蔵助を演じた際には珍しく全編通して月代のある中剃りのカツラを着けた。
- 自身の殺陣の基礎は、バスケットボールと梅若流の能であると話していた[92]。
- 田村は殺陣が好きであると語り[93]、自身の殺陣に関する考えについて、リアルに考えれば一本の刀で、何人も立て続けに人が切れる訳はないので、嘘でいいから見栄えが良く、夢があればいいと思うと述べている[94]。殺陣師林邦史朗は『鳴門秘帖』における田村の立ち回りについて、田村さんの体の線を活かした流動美と様式美に絞り、現代感覚にマッチした、スピードとリアルさをミックスしたモノになったと語っている[95]。また眠狂四郎シリーズで監督を務めたこともある中島貞夫によると田村は、殺陣の最後の「残心」を大切にしていたという[96]。
- 時代劇ではそれなりのウソが許され、複雑に考えず出来るので好きであるとした[85] 。
- 時代劇の舞台に出演する際には、現代の物が可能な限り目に見えない様に気を配っていた[97]。また現代劇の舞台についてはやりたくないと答えていた[92]。

### 趣味・嗜好
- アルマーニの服を好んで着用[98]、休日でも運動のために自転車に乗ったり[8]、毎日30 - 60分ほど散歩をする以外は[99]、ほとんど外出することはなかったといい[24] 、家では部屋にこもり音楽を聴いたり、酒を飲んで過ごすことが多く、専属の美容師も自宅に呼んで、髪を切ってもらっていたという[47]。外出は少なかったが、サーキットまでF1観戦に赴くことがあり、かなりのカーマニアであった[100]。また緑（自然）が好きで、散歩は自宅近くの緑地公園までのルートが日課であった[101]。軽井沢の別荘にもよく赴いていたという[102][103]。
- 同期の俳優岡崎二朗によると若いころはジェームズ・ディーンに憧れを抱いていたという[104]。好きな俳優としてはマーロン・ブランド[105]。
- 趣味はゴルフ[90]、音楽鑑賞[29] 、読書[29]（時代小説を好んで読んでいて、織田信長を演じてみたいと度々語っていた[8]）、映画鑑賞[29]（ロバート・デ・ニーロの出演作品を好み、作品を借りてきてもらったりしていた[9]）。また1970年代より読売ジャイアンツファンであったことでも知られ（1976年当時好きな選手はデービー・ジョンソンと答えていた[106]）、2016年にテレビ朝日のドラマ制作記者会見に出席した際には進行役を務めた同局のアナウンサー・下平さやかの夫が長野久義（巨人、一時期広島東洋カープに在籍していた）であることを知った上で前年（2015年）に不振だった長野を激励する言葉を発し、下平が「夫に伝えておきます」と田村に応じる場面もあった[107][108]。
- NHKの『ブラタモリ』が好きで視聴していると、『徹子の部屋』（テレビ朝日系）の出演時に明かした。また『ブラタモリ』のように江戸古地図を見て散歩するのが趣味で、現代の地図と江戸古地図の比較が簡単だと言う、古書店の主人の勧めでタブレット端末を購入、使用している[47]。
- 子供と接するのが苦手であるが、犬は好きで、犬にはすごくなつかれるとも語っていた[9]。
- プライベートで、他人の前では決して食事をしなかった[109]。また自宅の台所には立つことはなかったという[110]。好きな酒はビール[8]、このほかソフトクリームも好きだと明かしている[111]。
- 1977年当時「月に何度か飲みに出かけるが、女の人が居る様な店には行きません」と対談で答えていた[112]。
- 黒沢年男は追悼コメントと共に、新幹線の中で約3時間同乗したことがあるが、その間同じ姿勢のままであったとのエピソードを語った[113]。

### 交友関係
- 『眠狂四郎』の作者・柴田錬三郎とは、柴田が原作のホラー時代劇『怪談残酷物語』で柴田作品に初めて出演、その後田村が『岡っ引どぶ』出演した際、見ていた柴田が田村の着流しや佇まいを気に入り[114]、撮影現場を訪れた柴田と初めて直に会って以降は、田村を息子の様に可愛がり、その端正な佇まいや役者としての姿勢を極めて高く評価し、まるで親子の様に家族ぐるみの付き合いであった[115]。柴田の意向により『眠狂四郎（舞台版）』の主役として抜擢[6]。テレビ版の製作にあたっては、狂四郎役を演じるのが田村ならばと映像化への許可を出し、出演にあたり柴田は田村に無双正宗を贈った[116]。田村は柴田の葬儀で知らずに泣きじゃくっていたこと、柴田を優しく怖い人、そして子供の様に純粋な心の持ち主であったと回想した[117]。なお柴田は三度、『眠狂四郎』に特別出演をした。また田村を最高の眠狂四郎役者であると称賛した[118]。柴田の実娘によると「ともに頑固で非社交的なところが似ている、柴田が自分の若い日を田村の中に見たのではないかと。」話していた[115]。また田村が『眠狂四郎 The Final』の放送後に柴田の娘に送った手紙には、作品が上手くいかなかった事への謝罪と共に、「おそらくもう仕事はこれが最後になると思う」と記されていたという[114]。
- 芸術家の横尾忠則とは、柴田錬三郎と横尾がホテルで仕事の打ち合わせをしていた時に知り合い[119]、『眠狂四郎』の舞台美術を横尾が担当したり、またご近所でもあったことから、散歩中によく出くわし会話をしたという[120]、また横尾は『話の特集』1976年8月号の表紙の田村のイラストを描いたこともあった[121]。
- かつて松竹を共に背負う事を期待された[9]竹脇無我の死には相当ショックを受けており、2013年2月8日の『徹子の部屋』への出演時には声を詰まらせながら、竹脇が家を建てた時に庭木に梅の苗木を贈ったら、後にその実で作った梅干しを貰ったなど、竹脇のエピソードを話している[122]。
- 『カミさんの悪口』以降、田村と多く共演している橋爪功は、田村が大変好きであると語り、田村は自分自身の商品としての価値をよくわきまえている人物であると評した。田村のマネージャーから田村の出演作への出演を頼まれると断ることが出来ず、田村が出演するからという理由だけで出演を決めると語っていた[123]。
- 父である阪東妻三郎と子役時代に共演経験がある津川雅彦とは[124]、俳優デビュー作『旗本愚連隊』で共演[125]その後も多くの作品での共演、田村の遺作となった2018年放送の『眠狂四郎 The Final』でも共演した[126][127]。
- 同じく時代劇スターを父親にもつ北大路欣也とは幼少の頃からの知り合いで[128]、2010年、『忠臣蔵〜その男、大石内蔵助』で初共演した際、父親にもう少し長く生きていて欲しかった、北大路欣也が羨ましいと語った[129]。

### その他
- 1970年代から80年代にかけて俳優貴族と呼ばれていたことがある[106]。また1960年代後半から70年代には「日本のアラン・ドロン」と言われていたこともあり[130][76]、横尾忠則からも日本のアラン・ドロンと評されていた[119]。 1983年にドロンについてどう思うかとの質問には『太陽がいっぱい』、『若者のすべて』の頃のドロンはギラギラしていていいと思うが、最近は日本で放送されているCMでしか見ないから解らないと答えている[130]。
- 撮影現場などで他の共演者やスタッフたちと群れることがないので気難しいと思われがちだが、マネージャーは「ただあまりにシャイ過ぎるだけで、話をするのも好きで、誰とでも気さくに話す」と話していた[131][100][24]。元々京都出身のため、カメラが回っていないところでは関西弁を話しており、共演者に驚かれることも多かった[132]。
- 生前に自身の墓を建立していた（いわゆる「寿陵」）[133]。
- コンピューター音痴で、携帯電話も所有していたが、家に置いていた[8]。しかしiPadは活用していた[134][47]。
- 黒柳徹子は、田村らしき人物の車に追突したことがあり、黒柳が「ぶつかりましたか？」と聞くと、その人物は「いいえ」と答えその場を離れた。後日、田村が黒柳の番組に出演した際、黒柳が改めてその事を確認するとそれは田村であった。田村も黒柳がぶつけたと気が付いたが、「騒ぎが大きくなると面倒くさいなと思って黙ってました」と答えた[135][136]。
- 1970年代後半から1980年代半ば頃に田村のマネージャーをしていた男性は、田村の愛車であった高級車をオーバーヒートさせた時も、駅で田村の財布を無くした時も決して田村が怒ることはなかったが、その一方で、「田村正和のマネージャーである自覚を持ってほしい」と、ガムの噛み方や身だしなみを注意されたという[137]。
- 1978年、ピンク・レディーのケイが田村のファンであったことから、『ザ・ベストテン』の初放送の回に、同番組内でのピンク・レディーの楽曲1位獲得を祝う為、花束を携えゲスト出演した[138]。
- 『ニューヨーク恋物語』の撮影はオールニューヨークロケであったため、田村は夫人を現地に呼び寄せ約3ヵ月間生活した[24]。『新ニューヨーク恋物語』撮影中、付き添っていた夫人と宿泊者専用のクラブで向かいあって座っていた際、夫人が目で合図をするので振り返ると『刑事コロンボ』を演じる俳優のピーター・フォークがおり、古畑任三郎と刑事コロンボが同じ場所に存在したことにおかしくなり、田村は部屋に帰ると大笑いした[139]。

## 出演作品にまつわるエピソード
- 『冬の旅』については、理由は定かではないが田村が許可を出さなかったために再放送が実現していない。あるキー局のドラマ制作プロデューサーは、田村がこれを許可しないまま亡くなったので「誰かが代わって許可することもできないので、今後も再放送はできない」と同作が実質上の封印状態であると話している[140]。
- 『眠狂四郎』に田村が主演することが公になると(同作品には性的描写も多いことから）、そのことを知った数多くの女性ファンたちからテレビ局へ、「田村にあまり変なことをさせないでほしい」という要望が届いた[116]。横尾忠則によると、眠狂四郎に最も魅了されたのは田村自身であり、狂四郎役を終えた後も田村自身と狂四郎の区別が出来なくなる程、現実と虚構の間を生きていて、暫くの間は仕事のオファーも全て断っている状態となり、事務所、家族、柴田錬三郎までもが困惑してしまったという[119]。
- 『鳴門秘帖』の徳島ロケの際、地元デパートでサイン会が開催されたが、デパートの1階から6階まで階段に人が溢れ、警官隊が見守る中サイン会が行われた[27]。
- 『うちの子にかぎって…』への出演の経緯として、『くれない族の反乱』のプロデューサー八木康夫は、最終回で田村演じる佐伯とその子供が別れるシーンに感動し、これまで無かった田村と子供の組み合わせもアリだと感じて、田村の事務所に『うちの子にかぎって…』への主演での出演を打診した。事務所には断られたが、八木はイメージする赤川次郎原作の『わが子はアイスキャンディー』の映像を持参し田村に直談判に行った。するとたまたまその作品を見て感銘を受けていた田村は、八木からこういう感じの作品にしたいと言われ、出演を了承したという[141]。また田村は、このオファーを断れば再び小学校教師役の依頼は来ないだろうと思ったこと、自分と子供というこれまでに無かった組み合わせでどんな化学反応になるか興味があったことを出演を承諾した理由に挙げた[85]。
- 『ニューヨーク恋物語』（1988年）で演じた田島雅之役をとても気に入っている[142]。その20年後の田島雅之をモチーフにしたのが、2007年公開の映画『ラストラブ』である。
- 『過ぎし日のセレナーデ』では68歳の人物を演じるにあたり、メークに2時間以上かけて白髪の老人になり、ロケを見かけた人々も田村かどうか解らなかった[143]。また役柄の為に髪を剃り、田村自身はハゲにしてもいい、とも言ったが、そこまで田村にさせるわけにはいかないと、製作陣が反対したため、ハゲ頭については却下となった[144]。
- 『子連れ狼　その小さき手に』の拝一刀役のオファーを小池一夫から受けた際、「まったく新しい子連れ狼を…」という申し出に出演を決意した[145]。また大五郎役の少年（荘田優志、公開当時5歳）は顔合わせでは田村に抱かれ笑顔を見せていたが、撮影が始まると田村の迫真の演技に次第に恐れを抱き、田村が近づくと泣き出す様になってしまい、田村がミッキーマウスのお面をかぶり、なだめる羽目になったという[146]。
- 刑事ドラマには出演しないとマネージャーが決めており[8]、『古畑任三郎』の最初の出演依頼の際も断ったが、脚本の三谷幸喜から「従来の刑事ドラマとは異なり、ピストルを持たず、アクションも無く、論理的に事件を解決する」と説明を受け[147]、更に第2話の脚本を読み[148]、「これならやってみたい」と出演を決意した[147][8]。田村は演じるにあたり、衣装が出来る限り刑事らしくならない様に注意したという[148]。三谷によると、初めて田村に自身の作品に出演して欲しいと思ったのは田村が出演したCMを見た時だったという[149]。田村は古畑役について、セリフが多く、緊張感もあり、他の作品の数倍の労力を要するとコメントしていた[148]。古畑役を引き受け演じたことについて田村は、『うちの子にかぎって…』に出演したのと同じ位に「いい判断であった」とし[148]、自身と古畑の似ている点を聞かれ、冗談半分に「可愛いところ」と答えた[150]。また古畑について「事件を解決する時にだけ存在しているが、解決し終えるとこの世界から存在しなくなる。」そういう風に演じたいと話していたという[151]。田村は三谷の脚本に注文を付けることはせず、多少のアドリブを足す程度であった[148]。第3シーズン中には古畑はこれで終わりと宣言していたが[148]、その後も2004年のスペシャル版、2006年のファイナルが製作された。三谷に対して「自分の新たな一面を引き出してくれた」と感謝の意を述べていた[52]。三谷は田村で『インディ・ジョーンズ シリーズ』の様な作品をやりたいと、田村自身に提案したことがあったが、田村は「そんな疲れそうな作品はやりたくない」と即座に拒否したという[152]。また三谷からは、「もし田村が古畑を舞台で演じるのなら、喜んで脚本を書く。」と言われていたが、田村は「観客の前で古畑の様にややこしく、沢山のせりふを話すことは出来ない。」からと舞台化には乗り気でなかった[91]。1996年、古畑の撮影が終わって間もない時期に撮影された『眠狂四郎』のスペシャル版の撮影では、久しぶりの時代劇であり、古畑に慣れてしまったこともあり、狂四郎は古畑の様に動きの多い役ではないから、なかなかセリフが出てこない、つい現代劇のくせで手を動かしたくなると話し[153]、1999年『美しい人』へ出演した際のインタビューでは、第1話の放送を見た田村は、自分でも気が付かないうちにあるシーンの演技に古畑任三郎が入っていた。と感じたと話した[154]。
- 『眠狂四郎 The Final』で監督を務めた山下智彦は田村の死後「『この作品で引退を』と田村が最初から考え、京都や時代劇に別れを告げるために出演したのではないかと思う。」と回想した[154]。

## 出演

### 映画
※太字は主演作（W主演含む）
- 旗本愚連隊（1960年、松竹） - 森武七
- 永遠の人（1961年、松竹） - 小清水栄一
- 今年の恋（1962年、松竹） - 山田光
- お吟さま（1962年、松竹）
- 香華（1964年、松竹） - 江崎の息子
- 海抜0米（1964年、松竹） - 山下昆
- この空のある限り（1964年、松竹） - 前田三郎
- 乞食大将（1964年、大映） - 花若（朝末）
- われら劣等生（1965年、松竹） - 横田大助
- ぜったい多数（1965年、松竹） - 秋山修司
- 俺たちの恋（1965年、松竹） - 戸田一平
- 昨日のあいつ今日のおれ（1965年、松竹） - 新村剛
- 裸の青春（1965年、松竹） - 村木三郎
- この声なき叫び（1965年、松竹） - 佐々木晋一
- 空いっぱいの涙（1966年、松竹） - 杉俊介
- かあちゃんと11人の子ども（1966年、松竹） - 吉田俊
- 雨の中の二人（1966年、松竹） - 春日隆二
- 天下の快男児（1966年、松竹） - 山川健一
- 侠勇の花道 ドス（1966年、松竹） - 唐辰二代目
- 男なら振りむくな（1967年、松竹） - 大貫三次
- 女の一生（1967年、松竹） - 弥生宣一
- 無理心中 日本の夏（1967年、松竹） - 少年
- 痴人の愛（1967年、大映） - 浜田伸夫
- 記録なき青春（1967年） - 多川鉄也（19歳）
- 東シナ海（1968年、日活） - 千葉六郎
- 初恋宣言（1968年、松竹） - 市川信二
- 女と味噌汁（1968年、東宝） - 咲村智一郎
- 嵐に立つ（1968年、松竹） - 大木達也
- 怪談残酷物語（1968年） - 新一郎
- 秘録おんな蔵（1968年、大映） - 直次郎
- 荒い海（1969年、日活） - 島村健
- 眠狂四郎 卍斬り（1969年、大映） - 梅津一郎太
- 華麗なる闘い（1969年、東宝） - 松平信彦
- 現代やくざ 与太者仁義（1969年、東映） - 勝又徹
- 超高層のあけぼの（1969年、東映） - 島村オペレーター
- 風林火山（1969年、東宝） - 武田信繁
- 黒薔薇の館（1969年、松竹） - 佐光亘
- やくざ絶唱（1970年、ダイニチ映配） - 犬丸裕二
- おんな牢秘図（1970年、ダイニチ映配） - 諫早三郎太（主演）
- おんな極悪帖（1970年、大映） - 磯貝伊織
- 旅路 おふくろさんより（1971年、松竹） - 北村尭
- 女囚さそり 701号怨み節（1973年、東映） - 工藤安男
- 北の宿から（1976年、松竹） - 東畑勉
- 日本の黒幕（フィクサー）（1979年、東映） - 今泉岳男
- 阪妻 阪東妻三郎の生涯（1993年、マツダ映画社）
- 子連れ狼 その小さき手に（1993年、松竹） - 拝一刀
- ラストラブ（2007年、松竹） - 阿川明

### テレビドラマ
- パパだまってて（1962年 - 1963年、TBS）
- マンモス家族（1962年 - 1964年、フジテレビ）
- 松本清張シリーズ・黒の組曲 第35話「破談変異」（1962年、NHK総合）
- 大河ドラマ（NHK総合）
  - 花の生涯（1963年） - 多田帯刀
  - 赤穂浪士（1964年）
  - 太閤記（1965年） - 豊臣秀次
  - 源義経（1966年） - 藤原忠衡
  - 三姉妹（1967年）
  - 春の坂道（1971年） - 不破伴作
  - 新・平家物語（1972年） - 崇徳院
- 風雪（NHK総合）
  - 第1回「あけぼの」（1964年） - 松平容保
  - 第20回「かなよみ奇聞」（1964年） - 熊太郎
- 樅の木は残った（1964年、12ch）[155]
- 破れ太鼓（1965年、NHK総合）
- 人形佐七捕物帳 第35話「謎の血文字」（1965年、NHK総合） - 菱川寅右衛門
- 木下恵介劇場「記念樹」（1966年 - 1967年、TBS）
- 新吾十番勝負（1966年、TBS）- 主演・葵新吾
- 東芝日曜劇場→日曜劇場（TBS）
  - 辻が花（1967年、北海道放送）
  - カミさんの悪口 - 主演・小泉肇
    - カミさんの悪口（1993年）
    - カミさんの悪口2（1995年）

  - カミさんなんかこわくない（1998年） - 主演・望月五郎
  - おとうさん（2002年10月13日 - 12月22日） - 主演・進藤士郎
  - 夫婦。（2004年10月10日 - 12月19日） - 主演・山口太一
  - 誰よりもママを愛す（2006年7月2日 - 9月10日） - 主演・嘉門一豊
  - おやじの背中 第1話「圭さんと瞳子さん」（2014年7月13日） - 主演・樋口圭太郎
- 風 第37話「若さま飛び出す」（1968年、TBS）
- 五人の野武士 第10・14・16話（1968年 - 1969年、日本テレビ） - 新見新八郎
- 魔像・十七の首（1969年、朝日放送）
- 戦国艶物語「第二部・淀君編」（1969年 - 1970年、TBS） - 豊臣秀頼
- 鞍馬天狗 (1969年のテレビドラマ)（1969年 、NHK総合） - 白鳥兵馬
- 鹿鳴館[156]（1970年、NHK総合）
- 木下恵介・人間の歌シリーズ（TBS）
  - 冬の旅（1970年）
  - 冬の雲（1971年）
  - 夏の別れ（1973年） - 田宮洋一
- 大忠臣蔵（1971年、NET） - 矢頭右衛門七
- 岡っ引どぶ（1972年、関西テレビ） - 町小路左門
- 世なおし奉行（1972年、NET） - 早瀬主水
- 眠狂四郎シリーズ - 主演・眠狂四郎
  - 眠狂四郎（1972年、関西テレビ）
  - 田村正和時代劇スペシャル「眠狂四郎」（1989年・1993年・1996年・1998年、テレビ朝日）
  - 眠狂四郎 The Final（2018年2月17日、フジテレビ） ※遺作
- 新書太閤記（1973年、NET） - 竹中半兵衛
- 女・その愛のシリーズ「婦系図」(1973年、NET)　- 村越欣弥
- 度胸時代（1974年、CBC） - 百夜の弥吉
- 運命峠（1974年、関西テレビ） - 主演・秋月六郎太、徳川家光
- 徳川三国志（1975年、NET） - 徳川忠長
- 青銅の花びら（1975年、毎日放送）
- さくらの唄（1976年、TBS）
- 私も燃えている （1976年、よみうりテレビ）
- 非曲 禁じられた愛（1977年、よみうりテレビ）
- 砂の器（1977年、フジテレビ） - 和賀英良
- 金曜ドラマ「鳴門秘帖」（1977年、NHK総合） - 主演・法月弦之丞 役
- 若さま侍捕物帳（1978年、テレビ朝日・国際放映・前進座） - 主演・若さま
- 土曜ワイド劇場（テレビ朝日）
  - 森村誠一の殺意の重奏（1978年）
  - 自我の構図 愛と死（1978年）
  - 映画村殺人事件 愛の邪魔ものを消せ (1980年)
  - 超高層ホテル殺人事件（1982年） - 主演・猪原杏平
  - 戻り川心中（1982年） - 主演・苑田岳葉
  - 燃えた花嫁（1983年） - 主演・浜口一郎
  - 奥飛騨二重心中（1985年）
- 愛と死の絶唱（1979年、日本テレビ） - 鳴海剛
- 赤穂浪士（1979年、テレビ朝日） - 堀田隼人
- 離婚ともだち（1980年、TBS） - 駒井健
- 砂の影（1980年、テレビ朝日）
- 冬の恋人（1980年、フジテレビ）
- 時代劇スペシャル（フジテレビ）
  - 魔界番町皿屋敷（1981年） - 主演
  - 髑髏検校（1982年） - 主演・不知火検校（天草四郎）
  - 乾いて候（1983年・1984年・1993年） - 主演・腕下主水 ※1,2作目のみ時代劇スペシャル
    - 乾いて候（1984年） - 主演・腕下主水 ※連続ドラマ

  - 無明剣走る（1983年） - 主演
- 土曜日曜月曜（1981年、TBS）
- 雪の華－建礼門院徳子の生涯（1982年、TBS） - 源義経
- ザ・サスペンス（TBS）
  - 45回転の殺人（1982年）
  - 暗渠の連鎖（1982年）
- 火曜サスペンス劇場（日本テレビ）
  - 妻よ眠れ（1982年）
  - 地底の殺意（1983年7月5日） - 主演・勝原知行
- 悪女の招待状（1982年、テレビ朝日）
- 傑作推理劇場「ひねくれた殺人」（1982年、テレビ朝日）
- 松本清張の黒革の手帖（1982年、テレビ朝日） - 安島富夫
- 夏に恋する女たち（1983年、TBS） - 主演・倉橋光男
- 序の舞・新春ドラマスペシャル（1984年、テレビ朝日） - 松渓
- くれない族の反乱（1984年、TBS） - 佐伯亮一
- うちの子にかぎって…（1984年・1985年・1986年特番・1987年特番、TBS） - 石橋徹
- 月曜ワイド劇場「蒸発妻」（1984年、テレビ朝日）
- 金曜ファミリーワイド「松本清張の地の骨 消えた入試問題 女が決めた教授の椅子」（1984年、フジテレビ） - 主演・川西隆之
- 子供が見てるでしょ!（1985年、TBS） - 主演・小田切剛
- 男の家庭科（1985年、フジテレビ） - 主演・酒井裕一
- ひとひらの雪（1986年、テレビ朝日） - 伊織祥一郎
- 妻たちの危険な関係（1986年、日本テレビ） - 主演・河村敏彦
- 女は男をどう変える（1986年、フジテレビ）
- 雨の降る駅（1986年、TBS） - 主演・山添保之
- パパはニュースキャスター（1987年・1987年・1989年・1994年特番、TBS） - 主演・鏡竜太郎
- 敵同志好き同志（1987年、日本テレビ） - 主演・並木映一
- 男たちによろしく（1987年、TBS） - 主演・佐々慎平
- 熱くなるまで待って! （1987年、フジテレビ） - 主演・佐伯雄介
- 花の図鑑（1988年、テレビ朝日） - 主演・啓一郎
- パパは年中苦労する（1988年、TBS） - 主演・巽耕作
- ニューヨーク恋物語（1988年、フジテレビ） - 主演・田島雅之
- 田村正和・刀化粧（1989年、TBS） - 主演・小野忠常
- 兜町（1989年、TBS） - 主演・海原大介
- 過ぎし日のセレナーデ（1989 - 1990年、フジテレビ） - 主演・榊隆之
- 男と女 ニューヨーク恋物語II（1990年、フジテレビ） - 主演・戸上英輔
- 年末時代劇スペシャル「勝海舟」（1990年、日本テレビ） - 主演・勝海舟  ※急病のため前半部とエピローグのみの出演、代役は弟・亮
- パパとなっちゃん（1991年、TBS） - 主演・志村五郎
- ティファニーで朝食を（1992年、TBS） - 主演・朝井信彦
- ローマの休日（1993年、TBS） - 主演・野田タカシ
- 古畑任三郎シリーズ（フジテレビ） - 主演・古畑任三郎
  - 警部補・古畑任三郎（1994年）
  - 警部補・古畑任三郎スペシャル「笑うカンガルー」（1995年）
  - 古畑任三郎 第2シーズン（1996年）
  - 古畑任三郎 vs SMAP（1999年）
  - 古畑任三郎 第3シーズン（1999年）
  - 古畑任三郎スペシャル「すべて閣下の仕業」（2004年）
  - 古畑任三郎ファイナル（2006年）
  - 古畑中学生 -古畑任三郎、生涯最初の事件-（2008年）
- 協奏曲（1996年、TBS） - 主演・海老沢孝介
- 総理と呼ばないで（1997年、フジテレビ） - 主演・内閣総理大臣
- じんべえ（1998年、フジテレビ） - 主演・高梨陣平
- 美しい人（1999年10月15日-12月17日、TBS） - 主演・岬京助
- オヤジぃ。（2000年10月8日-12月17日、TBS） - 主演・神崎完一
- さよなら、小津先生（フジテレビ） - 主演・小津南兵
  - さよなら、小津先生（2001年10月9日-12月18日）
  - さよなら、小津先生スペシャル（2004年11月26日）
- 明智小五郎対怪人二十面相（2002年8月27日、TBS） - 主演・明智小五郎
- スペシャルドラマ 新ニューヨーク恋物語（2004年3月30日、フジテレビ） - 主演・田島雅之
- テレビ朝日開局50周年記念（テレビ朝日）
  - 鹿鳴館（2008年） - 主演・影山悠敏
  - 松本清張生誕100年特別企画 疑惑（2009年1月） - 主演・佐原卓吉
- ドラマスペシャル（テレビ朝日）
  - 忠臣蔵 音無しの剣（2008年12月14日） - 主演・結城慶之助
  - 樅ノ木は残った（2010年2月20日） - 主演・原田甲斐
  - 忠臣蔵〜その男、大石内蔵助（2010年12月25日） - 主演・大石内蔵助
- そうか、もう君はいないのか（2009年1月12日、TBS） - 主演・城山三郎（杉浦英一）
- 2夜連続 松本清張スペシャル 球形の荒野（2010年11月26日・27日、フジテレビ） - 主演・野上顕一郎
- 告発〜国選弁護人（2011年1月13日- 3月3日、テレビ朝日） - 主演・佐原弁護士 役
- テレビ朝日開局55周年記念
  -  松本清張没後20年 ドラマスペシャル 十万分の一の偶然（2012年12月15日） - 主演・山内正平
  - 上意討ち 拝領妻始末（2013年2月9日） - 主演・笹原伊三郎
- 松本清張二夜連続ドラマスペシャル 三億円事件（2014年1月18日） - 主演・武田秀哉
- 復讐法廷（2015年2月7日） - 主演・中原誠司
- 松本清張ドラマスペシャル・地方紙を買う女〜作家・杉本隆治の推理（2016年3月12日） - 主演・杉本隆治 [157]

### 舞台
- 眠狂四郎無頼控（1973年4月、明治座）
- 藍より青く（1973年）
- 土性っ骨（1973年）
- 口上（1975年）
- 賀茂川囃子（1975年）
- 雄呂血 -無頼漢（ならずもの）-（1978年）
- 鳴門秘帖（1979年）
- 眠狂四郎〜クルスの母の子守唄（1981年2月、新歌舞伎座）
- 大阪善人（1981年）
- 濡れ髪権八（1982年）
- 大菩薩峠（1983年）
- 舞踊錦秋譜（1983年）
- 乾いて候（1987年 - 1993年）
- 刀化粧（1994年）
- 新・刀化粧（1995年）
- 新・刀化粧〜恋・炎の如くありしか（1995年）
- 恋山彦（1997年、1998年）
- 新・恋山彦（2001年）
- 新・乾いて候 そなたもおなじ野の花か（2003年・2005年）

### 広告
- 小西酒造 - 清酒白雪。高廣・亮の三兄弟共演が話題となった。大関のイメージが強いが白雪の広告にも出演していた。
- ライオン油脂 - エメロンエチケットシャンプー
- 大塚食品 - ボンカレー
- 日本信販 - NICOS
- ソニー - DVDレコーダー「スゴ録。」
- 東京ガス - 「マサにガスだね」シリーズ（2005年末終了）
- NTT
- 森永乳業 - クリープ
- 大関 - ファイバーイン大関、ワンカップ大関。「大関の田村です」がキャッチコピー。
- EPSON - カラープリンタ
- エーザイ - 風邪薬「スカイナー」"スカイナーで早くよくなれ"
- 日本コカ・コーラ - 缶コーヒー「エンブレム」
- トヨタ自動車 - ビスタ（4代目SV40系）
- 日本旅客船 - ジャパニーズドリーム号
- 日本国際通信（のちに日本テレコムと合併。同社の識別番号「0041」をもじった「零々四一」（肩書は「日本国際通信株式会社 営業部長」）として）
- 伊藤ハム - サマー・ウインター ギフトセット
- ソニー・コンピュータエンタテインメント - プレイステーション（トロと共演。PSマークの「P」の人文字になった）
- サントリー - ダブル搾り。2人の田村正和の登場篇がある。
- 東芝
  - テレビ「バズーカ」
  - toshiba note pc
    - 『ロマンが篇』
    - 『22歳篇』
    - 『あなたに篇』
    - 『省電力篇』
- NTTドコモ（1999年 - 2002年）
- 三井不動産・野村不動産・三菱地所・東京建物共同開発マンション「ザ・豊洲タワー」（2006年）
- サッポロビール - 麦とホップ（第三のビール）"不覚にも、ビールと間違えました。"
- エバーライフ - 美・皇潤（2010年3月）

### その他
- 花王ファミリースペシャル「華のとき 田村正和」（1993年、関西テレビ）
- 知ってるつもり?!「阪東妻三郎」（1997年1月5日、日本テレビ）
- 駆けよ!バンツマ（2003年1月14日、NHK BS2）- 父の阪東妻三郎没後50年を忍び兄弟4人で対談
- ボクらの時代（2010年11月21日、フジテレビ） - 君塚良一と永山耕三の3人で対談
- 徹子の部屋（テレビ朝日） - 1993年・2011年・2013年の3度出演

## 受賞歴
- 第1回ザテレビジョンドラマアカデミー賞 主演男優賞、ベストドレッサー賞（1994年、『警部補･古畑任三郎』）[158][159]
- 第8回ザテレビジョンドラマアカデミー賞 主演男優賞（1996年、『古畑任三郎』）[160]
- 第31回ザテレビジョンドラマアカデミー賞 主演男優賞（2001年、『さよなら、小津先生』）[161]
- 第10回みうらじゅん賞（2007年、『ラストラブ』）
- 第49回モンテカルロ・テレビ祭 最優秀男優賞（2009年、『そうか、もう君はいないのか』）

## 写真集
- 田村正和 その小さき手に 子連れ狼（1993）横須賀功光 集英社 ※インタビューあり。

## 音楽

### シングル
| 発売日           | 規格             | 規格品番         | 面               | タイトル             | 作詞             | 作曲             | 編曲             |
| ビクターレコード | ビクターレコード | ビクターレコード | ビクターレコード | ビクターレコード     | ビクターレコード | ビクターレコード | ビクターレコード |
| ---------------- | ---------------- | ---------------- | ---------------- | -------------------- | ---------------- | ---------------- | ---------------- |
| 1966年           | EP               | SV-411           | A                | 空いっぱいの涙       | 佐伯孝夫         | 原田良一         | 原田良一         |
| 1966年           | EP               | SV-411           | B                | 俺はしみじみ歌うのさ | 佐伯孝夫         | 原田良一         | 原田良一         |

### タイアップ
| 曲名                 | タイアップ                       | 収録作品                   |
| -------------------- | -------------------------------- | -------------------------- |
| 空いっぱいの涙       | 松竹映画「空いっぱいの涙」主題歌 | シングル「空いっぱいの涙」 |
| 俺はしみじみ歌うのさ | 松竹映画「空いっぱいの涙」主題歌 | シングル「空いっぱいの涙」 |

### アルバム

#### オムニバス・アルバム
- 銀幕紅白歌合戦<白組> 歌うシネマ・ダンディーズ（2005年9月21日、テイチクエンタテインメント、TECH-25073）-「空いっぱいの涙」収録。